# Six Cylinder Smith
Six Cylinder Smith war ein früher US-amerikanischer Blues-Mundharmonikaspieler, über dessen Leben wenig bekannt ist. Er stammte aus Texas, Louisiana oder Arkansas.
Bisweilen wird angenommen, „Six Cylinder Smith“ sei ein Pseudonym von Blind Joe Taggart gewesen, der unterschiedliche Arten von Musik unter verschiedenen Namen aufnahm.
Six Cylinder Smith machte in den späten 1920ern und frühen 1930ern Aufnahmen für Paramount Records. Es ist ungeklärt, ob Smith die Aufnahmen alleine bestritt, wobei er die Mundharmonika auf einem Halsgestell spielte und sich selbst auf der Gitarre begleitete (dann könnte es auch Taggart gewesen sein), oder ob er mit dem Gitarristen Taggart ein Duo bildete.
Es gibt auch Experten, die Aufnahmen von Blind Percy und seiner Blind Band Six Cylinder Smith zuordnen, während andere der Meinung sind, Taggart sei Blind Percy gewesen oder habe zumindest in dessen Blind Band gespielt.